# Planinčica
Planinčica (glavičarka; lat. Trollius), biljni rod trajnica i grmova iz porodice žabnjakovki, smješten u tribus Adonideae. Postoji tridesetak vrsta raširenih po velikim dijelovima Euroazije, te u Sjevernoj Americi.
U Hrvatskoj rasste samo jedna vrsta, to je europska planinčica ili glavičarka žućkasta (T. europaeus)

## Vrste
1. Trollius acaulis Lindl.
2. Trollius afghanicus Hedge & Wendelbo
3. Trollius altaicus C.A.Mey.
4. Trollius apertus Perfil. ex Igoschina
5. Trollius asiaticus L.
6. Trollius buddae Schipcz.
7. Trollius chartosepalus Schipcz.
8. Trollius chinensis Bunge
9. Trollius citrinus Miyabe
10. Trollius dschungaricus Regel
11. Trollius europaeus L.
12. Trollius farreri Stapf
13. Trollius hondoensis Nakai
14. Trollius ilmenensis Sipliv.
15. Trollius komarovii Pachom.
16. Trollius kytmanovii Reverd.
17. Trollius laxus Salisb.
18. Trollius ledebourii Rchb.
19. Trollius lilacinus Bunge
20. Trollius membranostylis Hultén
21. Trollius micranthus Hand.-Mazz.
22. Trollius pumilus D.Don
23. Trollius ranunculinus (Sm.) Stearn
24. Trollius ranunculoides Hemsl.
25. Trollius rebunensis Kadota
26. Trollius riederianus Fisch. & C.A.Mey.
27. Trollius sajanensis (Malyschev) Sipliv.
28. Trollius shinanensis Kadota
29. Trollius sibiricus Schipcz.
30. Trollius sikkimensis (Brühl) Dorosz.
31. Trollius soyaensis Kadota
32. Trollius taihasenzanensis Masam.
33. Trollius teshioensis Kadota
34. Trollius uniflorus Sipliv.
35. Trollius vaginatus Hand.-Mazz.
36. Trollius vicarius Sipliv.
37. Trollius yunnanensis (Franch.) Ulbr.

## Vanjske poveznice
|  | Zajednički poslužitelj ima još gradiva o temi Trollius |
|  | Wikivrste imaju podatke o taksonu Trollius             |